# Бенештій-Ной
Бенештій-Ной (рум. Băneștii Noi) — село у Теленештському районі Молдови. Входить до складу комуни, адміністративним центром якої є село Бенешть.

## Населення
За даними перепису населення 2004 року у селі проживали 800 осіб.
Національний склад населення села:
| Національність | Кількість осіб | Відсоток |
| -------------- | -------------- | -------- |
| молдавани      | 799            | 99,9%    |
| росіяни        | 1              | 0,1%     |
| Всього         | 800            | 100%     |